# Jack Hermansson
Jack Berndhard Hermansson (Uddevalla, 10 de junho de 1988) é um lutador de artes marciais mistas norueguês nascido na Suécia. Compete no Ultimate Fighting Championship (UFC) na categoria de peso médio.

## Carreira no MMA

### Ultimate Fighting Championship
Ele fez sua estreia no UFC contra Scott Askham em 3 de setembro de 2016 no UFC Fight Night: Arlovski vs. Barnett. Ele venceu via decisão unânime.
Hermansson enfrentou Cezar Ferreira em 19 de Novembro de 2019 no UFC Fight Night 100. Ele perdeu via finalização no segundo round.
Hermansson enfrentou Alex Nicholson em 28 de Maio de 2017 no UFC Fight Night 109. Ele venceu via nocaute técnico no primeiro round.
Hermansson enfrentou Brad Scott em 5 de Agosto de 2017, no UFC Fight Night 114. Ele venceu via nocaute técnico no primeiro round.
Hermansson enfrentou Thiago Marreta em 28 de Outubro de 2017 no UFC Fight Night 119. Elê perdeu via nocaute técnico no primeiro round.
Ele enfrentou Thales Leites em 12 de Maio de 2018 no UFC 224: Nunes vs. Pennington. Ele venceu via nocaute técnico no terceiro round.
Hermansson enfrentou Gerald Meerschaert em 15 de Dezembro de 2018 no UFC on Fox: Lee vs. Iaquinta II. Ele venceu via finalização com uma guilhotina no segundo round.
Ele enfrentou David Branch em 30 de Março de 2019 no UFC on ESPN: Barboza vs. Gaethje. Ele finalizou o adversário com uma guilhotina em 49 segundos de luta. Esta luta lhe rendeu o bônus de Performance da Noite.
Hermansson substituiu o lesionado Yoel Romero e enfrentou o ex-campeão do Strikeforce Ronaldo Souza em 27 de Abril de 2019 no UFC Fight Night: Jacaré vs. Hermansson Ele venceu via decisão unânime.
Hermansson enfrentou Jared Cannonier em 28 de Setembro de 2019 no UFC Fight Night: Hermansson vs. Cannonier. Ele perdeu via nocaute técnico no segundo round.

## Vida pessoal
Hermansson se mudou de seu país natal Suécia para a Noruega aos 18 anos em busca de trabalho. Ele se acomodou em Oslo, época em que começou a treinar MMA. Antes de se dedicar totalmente em sua carreira no MMA, Jack teve vários trabalhos,tais como barman, professor substituto e já chegou a trabalhar em um pet shop.
Ele e sua namorada, Nora, estão juntos desde 2012.

## Cartel no MMA
| Cartel no MMA   |             |            |
| 29 lutas        | 22 vitórias | 7 derrotas |
| Por nocaute     | 11          | 2          |
| Por finalização | 6           | 2          |
| Por decisão     | 5           | 3          |

| Res.    | Cartel | Oponente           | Método                                   | Evento                                      | Data       | Round | Tempo | Local                   | Notas                                                 |
| ------- | ------ | ------------------ | ---------------------------------------- | ------------------------------------------- | ---------- | ----- | ----- | ----------------------- | ----------------------------------------------------- |
| Derrora | 22-7   | Sean Strickland    | Decisão (dividida)                       | UFC Fight Night: Hermansson vs. Strickland  | 05/02/2022 | 5     | 5:00  | Las Vegas, Nevada       |                                                       |
| Vitória | 22-6   | Edmen Shahbazyan   | Decisão (unânime)                        | UFC Fight Night: Font vs. Garbrandt         | 22/05/2021 | 3     | 5:00  | Las Vegas, Nevada       |                                                       |
| Derrota | 21-6   | Marvin Vettori     | Decisão (unânime)                        | UFC on ESPN: Hermansson vs. Vettori         | 05/12/2020 | 5     | 5:00  | Las Vegas, Nevada       | Luta da Noite.                                        |
| Vitória | 21-5   | Kelvin Gastelum    | Finalização (chave de calcanhar)         | UFC Fight Night: Figueiredo vs. Benavidez 2 | 18/07/2020 | 1     | 1:18  | Abu Dhabi               |                                                       |
| Derrota | 20-5   | Jared Cannonier    | Nocaute Técnico (socos)                  | UFC Fight Night: Hermansson vs. Cannonier   | 28/09/2019 | 2     | 0:27  | Copenhage               |                                                       |
| Vitória | 20-4   | Ronaldo Souza      | Decisão (unânime)                        | UFC Fight Night: Jacaré vs. Hermansson      | 27/04/2019 | 5     | 5:00  | Sunrise, Flórida        |                                                       |
| Vitória | 19-4   | David Branch       | Finalização (guilhotina)                 | UFC on ESPN: Barboza vs. Gaethje            | 30/03/2019 | 1     | 0:49  | Filadélfia, Pensilvânia | Performance da Noite.                                 |
| Vitória | 18-4   | Gerald Meerschaert | Finalização (guilhotina)                 | UFC on Fox: Lee vs. Iaquinta II             | 15/12/2018 | 1     | 4:25  | Milwaukee, Wisconsin    |                                                       |
| Vitória | 17-4   | Thales Leites      | Nocaute Técnico (socos)                  | UFC 224: Nunes vs. Pennington               | 12/05/2018 | 3     | 2:10  | Rio de Janeiro          |                                                       |
| Derrota | 16-4   | Thiago Marreta     | Nocaute Técnico (chute no corpo e socos) | UFC Fight Night: Brunson vs. Machida        | 28/10/2017 | 1     | 4:59  | São Paulo               |                                                       |
| Vitória | 16-3   | Brad Scott         | Nocaute Técnico (socos)                  | UFC Fight Night: Pettis vs. Moreno          | 05/08/2017 | 1     | 3:50  | Cidade do México        |                                                       |
| Vitória | 15-3   | Alex Nicholson     | Nocaute Técnico (socos)                  | UFC Fight Night: Gustafsson vs. Teixeira    | 28/05/2017 | 1     | 2:00  | Estocolmo               |                                                       |
| Derrota | 14-3   | Cezar Ferreira     | Finalização (triângulo de mão)           | UFC Fight Night: Bader vs. Nogueira 2       | 19/11/2016 | 2     | 2:11  | São Paulo               |                                                       |
| Vitória | 14-2   | Scott Askham       | Decisão (unânime)                        | UFC Fight Night: Arlovski vs. Barnett       | 03/09/2016 | 3     | 5:00  | Hamburgo                | Estreia no UFC.                                       |
| Vitória | 13-2   | Ireneusz Cholewa   | Nocaute (socos)                          | Venator FC 3                                | 23/05/2016 | 3     | 1:05  | Milão                   |                                                       |
| Vitória | 12-2   | Alan Carlos        | Nocaute (socos)                          | Cage Warriors FC 75                         | 15/04/2016 | 3     | 4:45  | Londres                 | Defendeu o Cinturão Peso Médio do Cage Warriors.      |
| Vitória | 11-2   | Maciej Różański    | Decisão (unânime)                        | Venator FC 2                                | 12/12/2015 | 3     | 5:00  | Rimini                  |                                                       |
| Vitória | 10-2   | Karlos Vémola      | Finalização (chave de braço)             | Warrior Fight Series 4                      | 01/08/2015 | 1     | 2:08  | Londres                 | Ganhou o Cinturão Peso Médio Vago do WFS.             |
| Vitória | 9-2    | Deyan Topalski     | Nocaute Técnico (socos)                  | Cage Warriors FC 71                         | 22/08/2014 | 1     | 4:09  | Amman                   | Defendeu o Cinturão Peso Médio do Cage Warriors.      |
| Vitória | 8-2    | Norman Paraisy     | Finalização (mata leão)                  | Cage Warriors FC 69                         | 07/06/2014 | 4     | 4:49  | Londres                 | Ganhou o Cinturão Peso Médio Vago do Cage Warriors]]. |
| Vitória | 7-2    | Ion Pascu          | Decisão (unânime)                        | Cage Warriors FC: Fight Night 11            | 18/04/2014 | 3     | 5:00  | Amman                   |                                                       |
| Vitória | 6-2    | Enoc Solves Torres | Nocaute Técnico (socos)                  | Cage Warriors FC 66                         | 22/03/2014 | 3     | 4:36  | Ballerup                |                                                       |
| Derrota | 5-2    | Jason Butcher      | Finalização (triângulo)                  | Bellator 93                                 | 21/03/2013 | 1     | 2:24  | Lewiston, Maine         |                                                       |
| Derrota | 5-1    | Daniel Vizcaya     | Decisão (dividida)                       | Bellator 84                                 | 14/12/2012 | 3     | 5:00  | Hammond, Indiana        |                                                       |
| Vitória | 5-0    | Mike Ling          | Nocaute (socos)                          | Cage Warriors: Fight Night 2                | 08/09/2011 | 1     | 3:30  | Amman                   |                                                       |
| Vitória | 4-0    | Andor Filo         | Nocaute (soco)                           | World FC 2: Bad Boys                        | 09/07/2011 | 1     | 0:28  | Londres                 |                                                       |
| Vitória | 3-0    | Ali Arish          | Nocaute (chute na cabeça e soco)         | Cage Warriors: 41                           | 24/04/2011 | 2     | 1:39  | Londres                 |                                                       |
| Vitória | 2-0    | Ian Farquharson    | Finalização (mata leão)                  | Into the Cage 1                             | 20/11/2010 | 1     | 0:43  | Andover                 |                                                       |
| Vitória | 1-0    | Chris Greig        | Nocautr (soco)                           | East Coast Fight Factory: Impact            | 01/07/2010 | 3     | 0:46  | Norwich                 | Ganhou o cinturão peso médio do ECFF.                 |